# Galium densum
Galium densum är en måreväxtart som beskrevs av Joseph Dalton Hooker. Galium densum ingår i släktet måror, och familjen måreväxter. Inga underarter finns listade i Catalogue of Life.